# 黒田友佳
黒田 友佳（くろだ ゆか、1984年8月9日 - ）は、日本の声優、ナレーター、タレント。茨城県出身。サンミュージックプロダクション所属。

## 略歴
当初から声優になりたかったというわけではなく、警察官、カメラマンといった他にも興味を惹くような職業はあり、昔から自分にはないものに惹かれていたという。そういう意味では「声優というのもいいかな」と思っていたという。ただしクラスメイトに「目指してみたら」と言われるまで、どんな仕事なのかもほとんど無知だったという。
アミューズメントメディア総合学院声優学科卒業。

## 人物
趣味はカラオケ、ダーツ。特技はタロット占い、モールス信号。
資格は普通自動車第一種運転免許、実用英語技能検定準2級。
小さい頃から兄にくっついて遊んでおり、男子遊びが多く、戦隊ゴッコをしていたため、2010年時点では戦隊ものの仕事がしてみたいという。

## 出演作品

### テレビ
- MXテレビ リアル系アイドル図鑑〜final festival〜（恵比寿凛）

### テレビアニメ
2011年
- 日常（女子生徒）

2014年
- ウィッチクラフトワークス（みい[5]、保健の先生）

### 吹き替え
- LIVE（ディラン）
- キンダーフィルムフェスティバル マラソンガール（トニー）

### ナレーション
- CSテレ朝チャンネル ヒロシ釣り紀行
- TRAVELING ch 『ミハナビューティー&スパ』
- 旅チャンネル ワイルドスギちゃんが行く！にっぽん秘境温泉めぐり
- 旅チャンネル スギちゃんの旅はきまぐれ
- 旅チャンネル スギちゃんのにっぽん秘湯名湯旅

### ゲーム
- イリスのアトリエ エターナルマナ（フレイ）

### TVCM
- サンモール

### ラジオCM
- au by KDDI

### webVP
- スルガVISAデビットカード

### アーケード
- みんなのおしごと（くらり）